# The Decemberists
The Decemberists er et indie-pop/folk band fra USA.

## Diskografi
- Castaways and cutouts (2002)
- Her majesty (2003)
- Picaresque (2004)
- The crane wife (2006)
- The Hazards Of Love (2009)
- The King Is Dead (2011)
- What a Terrible World, What a Beautiful World (2015)
- I'll Be Your Girl (2018)
- As It Ever Was, So It Will Be Again (2024)

| Musikgruppe | Spire Denne artikel om en amerikansk musikgruppe er en spire som bør udbygges. Du er velkommen til at hjælpe Wikipedia ved at udvide den. |